# TOSE
TOSE Co., Ltd. (株式会社トーセ, Kabushiki-gaisha Tōse) est une société japonaise de développement de jeux vidéo basée à Kyoto et fondée en 1979. Elle est surtout connue pour avoir développé la série Game & Watch Gallery pour Nintendo, ainsi que d'autres produits pour cette même société.
TOSE a développé plus de 2 300 jeux depuis la création de la compagnie mais n'a presque jamais été crédité (à l'exception des séries Game & Watch Gallery et Legend of Stafy puisque TOSE en partage les droits d'auteur). Il s'agit d'une volonté de la part de TOSE qui a récolté le surnom de « développeur ninja ».
TOSE a travaillé également pour Bandaï, Namco , Konami, Square Enix, Capcom, THQ et SEGA.

## Jeux développés
Liste non exhaustive des portages et jeux développés :
- Avatar, le dernier maître de l'air
- Bases Loaded
- Bases Loaded II: Second Season
- Bases Loaded 3
- Bases Loaded 4
- Crash : Génération Mutant
- Dead Rising: Chop Till You Drop
- Final Fantasy Pixel Remaster
- Densetsu no Stafy Taiketsu!
- Dragon Ball: Daimaō fukkatsu
- Dragon Ball : Le Secret du dragon
- Dragon Ball Z: Kyōshū! Saiyajin
- Dragon Ball Z - Super Gokuden: Kakusei Hen
- Dragon Ball Z - Super Gokuden: Totsugeki Hen
- Dragon Ball Z: Hyper Dimension
- Dragon Ball Z: Super Saiya Densetsu
- Dragon Quest Heroes: Rocket Slime
- Dragon Quest Monsters: Joker
- Dragon Quest Monsters: Joker 2
- Dragon Quest Monsters: Terry's Wonderland
- Game & Watch Gallery 2
- Game & Watch Gallery 3
- Game & Watch Gallery 4
- Kid Icarus
- Kid Icarus: Of Myths and Monsters
- Legend of Stafy
- Legend of Stafy 2
- Legend of Stafy 3
- Legend of Stafy 4
- Metal Gear Solid: Ghost Babel
- Naruto: Path of the Ninja
- Ninja Kid
- Pretty Soldier Sailor Moon S
- Racket Attack
- Resident Evil: Revelations
- Resident Evil: The Mercenaries 3D
- Sega Casino
- Shrek: Hassle at the Castle
- Star Ocean: First Departure
- Super Bases Loaded
- Super Bases Loaded 2
- Super Bases Loaded 3
- Super Princess Peach
- L'Étrange Noël de monsieur Jack : The Pumpkin King
- Tag Team Match: MUSCLE
- The King of Route 66
- Thousand Arms
- Ultimate Ghosts'n Goblins
- Valkyrie Profile: Lenneth
- World of Final Fantasy
- WWE SmackDown vs. Raw 2009
- WWE SmackDown vs. Raw 2010
- Crisis Core: Final Fantasy VII Reunion
- Les Chevaliers du Zodiaque : La Légende d'or

## Sources et références
1. ↑  Knowledge Graph (graphe de connaissances), consulté le 26 novembre 2020.
2. ↑  https://contents.xj-storage.jp/xcontents/AS05083/cf5974be/2b52/4b6b/9a40/1b5bec4695ac/20220608171711383s.pdf
3. ↑  (en) « TOSE: Game Development Ninjas » sur Gamasutra